# 僕らの時代 フォーク&ニュー・ミュージックベスト100
『僕らの時代 フォーク&ニュー・ミュージックベスト100』（ぼくらのじだい フォーク アンド ニューミュージックベストひゃく）は、オークローンマーケティングが制作している通販CDボックスである（販売は同社の「ショップジャパン」で行われている）。

## 概要
- 1970年代中心のフォークソング、ニューミュージックの名曲を収録したコンピレーション・アルバムである。
- CD5枚組・全100曲収録。歌詞・解説書とギターコード付。

## 収録曲

### CD-1：ワーナーミュージック・ジャパン
| No | タイトル                     | アーティスト        | 発売日         | レーベル                       |
| -- | ---------------------------- | ------------------- | -------------- | ------------------------------ |
| 1  | 精霊流し                     | グレープ            | 1974年4月25日  | ワーナーミュージック・ジャパン |
| 2  | 雨やどり                     | さだまさし          | 1977年3月10日  | ワーナーミュージック・ジャパン |
| 3  | 白い色は恋人の色             | ベッツィ&クリス     | 1969年10月     | 日本コロムビア                 |
| 4  | あなたの心に                 | 中山千夏            | 1969年9月1日   | ビクターエンタテインメント     |
| 5  | 真夜中のギター               | 千賀かほる          | 1969年8月10日  | 日本コロムビア                 |
| 6  | 池上線                       | 西島三重子          | 1976年4月      | ワーナーミュージック・ジャパン |
| 7  | ふれあい                     | 中村雅俊            | 1974年7月1日   | 日本コロムビア                 |
| 8  | 別れの朝                     | ペドロ&カプリシャス | 1971年10月25日 | ワーナーミュージック・ジャパン |
| 9  | さよならをするために         | ビリーバンバン      | 1972年2月10日  | 日本コロムビア                 |
| 10 | あなた                       | 小坂明子            | 1973年12月21日 | ワーナーミュージック・ジャパン |
| 11 | 無縁坂                       | グレープ            | 1975年11月25日 | ワーナーミュージック・ジャパン |
| 12 | 秋桜                         | さだまさし          | 1977年10月1日  | ワーナーミュージック・ジャパン |
| 13 | 僕にまかせて下さい           | クラフト            | 1975年4月19日  | ワーナーミュージック・ジャパン |
| 14 | 御案内                       | ウィッシュ          | 1972年9月      | ワーナーミュージック・ジャパン |
| 15 | 千登勢橋                     | 西島三重子          | 1979年10月     | ワーナーミュージック・ジャパン |
| 16 | ポスターカラー（ライブ1979） | 古井戸              | 1972年         | ワーナーミュージック・ジャパン |
| 17 | 酒と泪と男と女               | 河島英五            | 1976年6月25日  | ワーナーミュージック・ジャパン |
| 18 | 白いページの中に             | 柴田まゆみ          | 1978年8月25日  | ワーナーミュージック・ジャパン |
| 19 | 淋しくありませんか           | メロディー          | 19??年?月      | ワーナーミュージック・ジャパン |
| 20 | 五番街のマリーへ             | ペドロ&カプリシャス | 1973年10月25日 | ワーナーミュージック・ジャパン |

### CD-2：日本クラウン
| No | タイトル                       | アーティスト     | 発売日         | レーベル                   |
| -- | ------------------------------ | ---------------- | -------------- | -------------------------- |
| 1  | 神田川                         | かぐや姫         | 1973年9月20日  | PANAM                      |
| 2  | 雨の物語                       | イルカ           | 1976年6月25日  | PANAM                      |
| 3  | ささやかなこの人生             | 風               | 1976年6月25日  | PANAM                      |
| 4  | 東京                           | マイ・ペース     | 1974年10月     | ビクターエンタテインメント |
| 5  | 風をあつめて                   | はっぴいえんど   | 1971年11月20日 | avex group/URCレコード     |
| 6  | ほおづえをつく女               | 風               | 1976年12月5日  | PANAM                      |
| 7  | 出発の歌〜失われた時を求めて〜 | 上條恒彦＋六文銭 | 1971年12月1日  | キングレコード             |
| 8  | 悲しみは駈け足でやってくる     | アン真理子       | 1969年7月      | ビクターエンタテインメント |
| 9  | 目覚めた時には晴れていた       | 伝書鳩           | 1976年8月25日  | ビクターエンタテインメント |
| 10 | 妹                             | かぐや姫         | 1974年5月10日  | PANAM                      |
| 11 | なごり雪                       | イルカ           | 1975年11月5日  | PANAM                      |
| 12 | フランシーヌの場合             | 新谷のり子       | 1969年6月15日  |                            |
| 13 | 君と歩いた青春                 | 風               | 1976年11月25日 | PANAM                      |
| 14 | サラダの国から来た娘           | イルカ           | 1978年         | PANAM                      |
| 15 | 僕の胸でおやすみ               | かぐや姫         | 1973年7月1日   | PANAM                      |
| 16 | 青葉城恋唄                     | さとう宗幸       | 1978年5月5日   | キングレコード             |
| 17 | 赤ちょうちん                   | かぐや姫         | 1974年1月10日  | PANAM                      |
| 18 | 遠い世界に                     | 五つの赤い風船   | 1969年5月8日   | ビクターエンタテインメント |
| 19 | 海岸通                         | イルカ           | 1979年4月25日  | PANAM                      |
| 20 | 22才の別れ                     | 風               | 1975年2月5日   | PANAM                      |

### CD-3：ユニバーサルミュージック
| No | タイトル                                     | アーティスト            | 発売日         | レーベル                         |
| -- | -------------------------------------------- | ----------------------- | -------------- | -------------------------------- |
| 1  | 東へ西へ                                     | 井上陽水                | 1972年12月10日 | ユニバーサルミュージック         |
| 2  | さらば青春                                   | 小椋佳                  | 1971年2月21日  | ユニバーサルミュージック         |
| 3  | この空を飛べたら                             | 加藤登紀子              | 1978年3月10日  | ユニバーサルミュージック         |
| 4  | ダスティン・ホフマンになれなかったよ         | 大塚博堂                | 1976年6月25日  | ユニバーサルミュージック         |
| 5  | 面影橋から（ライブ）                         | 及川恒平・六文銭        | 1971年         | キングレコード                   |
| 6  | ウイスキーの小瓶                             | みなみらんぼう          | 1973年         | ユニバーユニバーサルミュージック |
| 7  | 教訓I                                        | 加川良                  | 1970年         | avex group/URCレコード           |
| 8  | カレーライス                                 | 遠藤賢司                | 1972年3月25日  | ユニバーサルミュージック         |
| 9  | メリー・ジェーン                             | つのだひろ              | 1972年3月      | ユニバーサルミュージック         |
| 10 | 夢の中へ                                     | 井上陽水                | 1973年3月1日   | ユニバーサルミュージック         |
| 11 | 大阪で生まれた女                             | BORO                    | 1979年8月1日   | ユニバーサルミュージック         |
| 12 | 花〜すべての人の心に花を〜                   | 喜納昌吉&チャンプルーズ | 1980年5月      | ユニバーサルミュージック         |
| 13 | 自転車にのって                               | 高田渡                  | 1971年6月1日   | avex group/URCレコード           |
| 14 | たそがれマイ・ラブ                           | 大橋純子                | 1978年8月5日   | ユニバーサルミュージック         |
| 15 | 母に捧げるバラード（アルバム・ヴァージョン） | 海援隊                  | 1973年12月10日 |                                  |
| 16 | 赤色エレジー                                 | あがた森魚              | 1972年4月25日  | キングレコード                   |
| 17 | 雨が空から降れば                             | 小室等                  | 1970年4月1日   | ユニバーサルミュージック         |
| 18 | めまい                                       | 小椋佳                  | 1975年11月21日 | ユニバーサルミュージック         |
| 19 | 知床旅情                                     | 加藤登紀子              | 1970年11月1日  | ユニバーサルミュージック         |
| 20 | 贈る言葉                                     | 海援隊                  | 1979年11月1日  | ユニバーサルミュージック         |

### CD-4：ポニーキャニオン
| No | タイトル                           | アーティスト               | 発売日        | レーベル                                                         |
| -- | ---------------------------------- | -------------------------- | ------------- | ---------------------------------------------------------------- |
| 1  | 季節の中で                         | 松山千春                   | 1978年8月21日 | ポニーキャニオン                                                 |
| 2  | わかって下さい                     | 因幡晃                     | 1976年2月5日  | ディスコメイト。原盤権はヤマハミュージックパブリッシングが所持。 |
| 3  | 春うらら                           | 田山雅充                   | 1976年2月26日 | ポニーキャニオン                                                 |
| 4  | 思い出まくら                       | 小坂恭子                   | 1975年5月25日 | ポニーキャニオン/アードバーク                                    |
| 5  | 八月の濡れた砂                     | 石川セリ                   | 1972年3月5日  | ポニーキャニオン                                                 |
| 6  | 望郷                               | 山崎ハコ                   | 1975年10月1日 | ポニーキャニオン（アルバム『飛・び・ま・す』収録）               |
| 7  | さようなら                         | NSP                        | 1973年6月25日 | ポニーキャニオン/アードバーク                                    |
| 8  | ダンスはうまく踊れない             | 高樹澪                     |               |                                                                  |
| 9  | ひとりぼっちの部屋                 | 高木麻早                   |               |                                                                  |
| 10 | 恋                                 | 松山千春                   |               |                                                                  |
| 11 | 夕暮れ時は淋しそう                 | NSP                        |               |                                                                  |
| 12 | 春夏秋冬（アルバム・ヴァージョン） | 泉谷しげる                 |               |                                                                  |
| 13 | ロードショー                       | 古時計                     |               |                                                                  |
| 14 | 若者たち                           | ザ・ブロードサイド・フォー |               |                                                                  |
| 15 | サルビアの花                       | もとまろ                   |               |                                                                  |
| 16 | 織江の唄                           | 山崎ハコ                   |               |                                                                  |
| 17 | 別れのサンバ                       | 長谷川きよし               |               |                                                                  |
| 18 | 愛はかげろう                       | 雅夢                       |               |                                                                  |
| 19 | 銀の雨                             | 松山千春                   |               |                                                                  |
| 20 | 昴                                 | 谷村新司                   |               |                                                                  |

1. ↑  現在は会社は存在しない。
2. 1 2  アードバークは所属アーティストが、2000年にヤマハミュージックコミュニケーションズ設立時に移籍しており、出された曲の原盤権もヤマハミュージックパブリッシングに移っている。

### CD-5：EMIミュージック・ジャパン
| 曲順 | タイトル                                                                                | アーティスト                   | ジャンル           |
| ---- | --------------------------------------------------------------------------------------- | ------------------------------ | ------------------ |
| 1    | 風 （作詞：北山修／作曲：はしだのりひこ） （発売日：1969年1月10日）                     | はしだのりひこ＆シューベルツ   | フォーク           |
| 2    | あの素晴しい愛をもう一度 （作詞：北山修／作曲：加藤和彦） （発売日：1971年4月5日）      | 加藤和彦＆北山修               | フォーク・ロック   |
| 3    | 我が良き友よ （作詞・作曲：吉田拓郎） （発売日：1975年2月5日）                          | かまやつひろし                 | ニューミュージック |
| 4    | 小さな日記 （作詞：原田晴子／作曲：落合和徳） （発売日：1968年10月10日）                | フォー・セインツ               | フォーク           |
| 5    | おはなし （作詞：遠藤侑宏／作曲：田村守） （発売日：1969年1月）                         | キャッスル・アンド・ゲイツ     | フォーク           |
| 6    | 花嫁 （作詞：北山修／作曲：はしだのりひこ・坂庭省悟） （発売日：1971年1月10日）         | はしだのりひこ＆クライマックス | フォーク・ロック   |
| 7    | 或る日突然 （作詞：山上路夫／作曲：村井邦彦） （発売日：1969年5月10日）                 | トワ・エ・モワ                 | フォーク           |
| 8    | 君のひとみは10000ボルト （作詞：谷村新司／作曲：堀内孝雄） （発売日：1978年8月5日）     | 堀内孝雄（アリス）             | ニューミュージック |
| 9    | 希望 （作詞：藤田敏雄／作曲：いずみたく） （発売日：1969年5月1日）                      | フォー・セインツ               | フォーク           |
| 10   | 悲しくてやりきれない （作詞：サトウハチロー／作曲：加藤和彦） （発売日：1968年3月21日） | ザ・フォーク・クルセダーズ     | フォーク           |
| 11   | さとうきび畑（1969年バージョン） （作詞・作曲：寺島尚彦） （発売日：1969年9月25日）     | 森山良子                       | フォーク           |
| 12   | 今はもうだれも （作詞・作曲：佐竹俊郎） （発売日：1975年9月5日）                        | アリス                         | ニューミュージック |
| 13   | 戦争は知らない （作詞：寺山修司／作曲：加藤ヒロシ） （発売日：1968年11月10日）          | ザ・フォーク・クルセダーズ     | フォーク           |
| 14   | 夜が明けたら （作詞・作曲：浅川マキ） （発売日：1969年7月1日）                          | 浅川マキ                       | フォーク           |
| 15   | からっぽの世界 （作詞・作曲：早川義夫） （発売日：1968年3月25日）                       | ジャックス                     | フォーク・ロック   |
| 16   | ぼくの好きな先生 （作詞・作曲：忌野清志郎） （発売日：1972年2月5日）                    | RCサクセション                 | ニューミュージック |
| 17   | 私は泣いています （作詞・作曲：りりィ） （発売日：1974年3月5日）                        | りりィ                         | ニューミュージック |
| 18   | 虹と雪のバラード （作詞：河邨文一郎／作曲：村井邦彦） （発売日：1971年8月25日）         | トワ・エ・モワ                 | フォーク           |
| 19   | チャンピオン （作詞・作曲：谷村新司） （発売日：1978年12月5日）                         | アリス                         | ニューミュージック |
| 20   | 戦争を知らない子供たち （作詞：北山修／作曲：杉田二郎） （発売日：1971年2月5日）        | ジローズ                       | フォーク・ロック   |